# Église de l'Assomption-de-la-Vierge de Toulouges
L'église de l'Assomption-de-la-Vierge est une église romane située à Toulouges, dans le département français des Pyrénées-Orientales en région Occitanie.

## Historique
La première trace écrite que nous trouvons de l'église de Toulouges date de 908 dans un précepte de Charles III le Simple, qui confirmait à l'abbaye de Lagrasse (dans le département actuel de l'Aude) la possession de Toulouges.
Le porche fait l'objet d'un classement au titre des monuments historiques depuis le 19 août 1907 alors que le reste de l'église fait l'objet d'une inscription depuis le 16 avril 1959.
L'église est restaurée de 1958 à 1961.

## Architecture

### Architecture extérieure
L'église présente un beau porche roman aux chapiteaux historiés.

Le portail
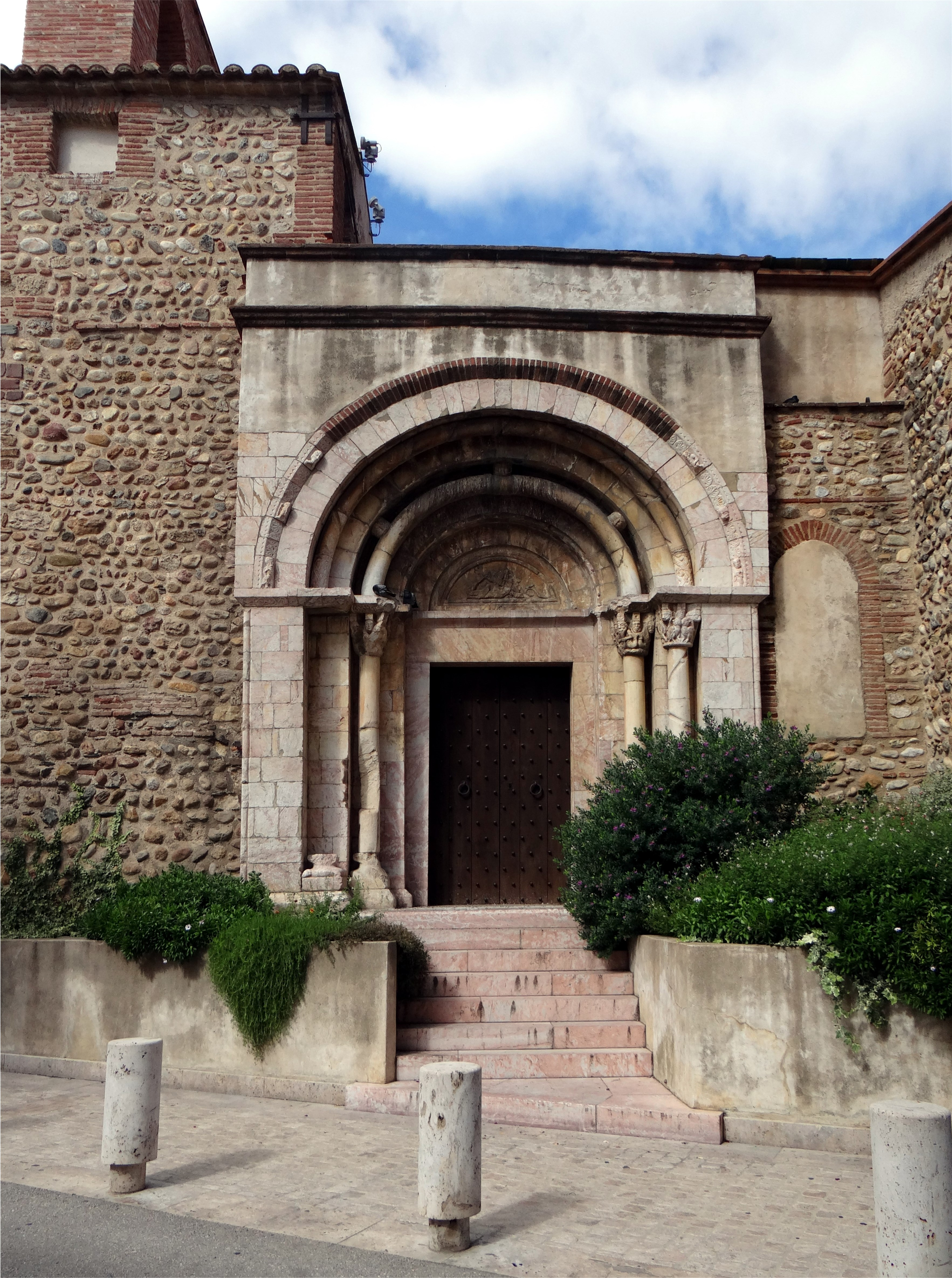
Porte latérale sud.
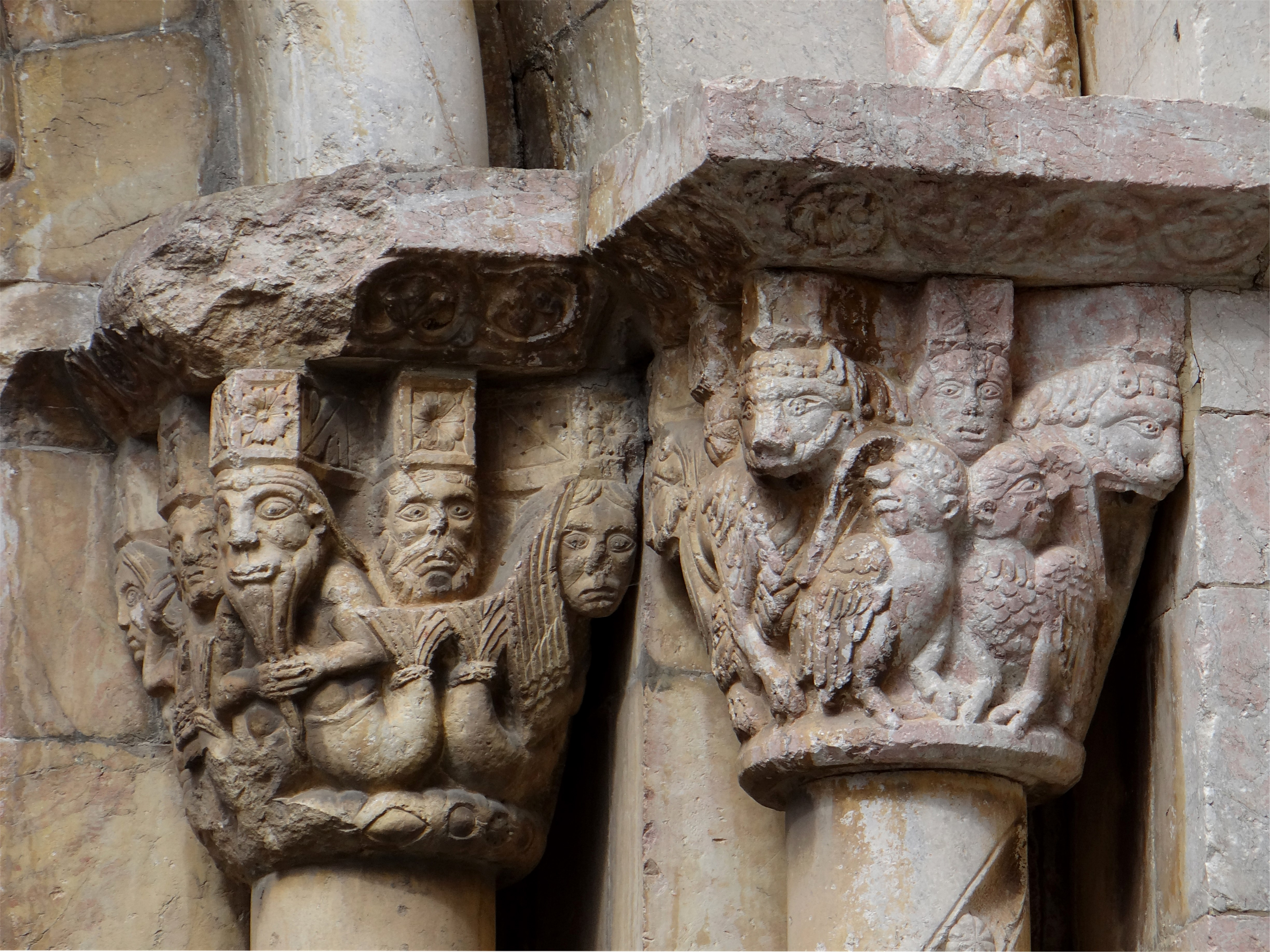
Détails des chapiteaux de la porte latérale sud.

### Architecture intérieure
L'église du XIe siècle se compose d'une nef unique avec des arcs latéraux qui ont une fonction d'arcs de décharge et qui animent les murs nord et sud de l'édifice. La nef s'ouvre à l'est sur une abside semi-circulaire légèrement outrepassée. Sous l'abside se trouve une crypte du XIe siècle, de même forme outrepassée. Cette dernière est actuellement inaccessible, car sa voûte a été arasée pour permettre le rabaissement du sol de l'abside. 
De multiples extensions à partir du XVIIIe siècleont permis l'ouverture de chapelles latérales et la création d'une sacristie.

Le chœur de l'église avec le maître-autel et le tabernacle du XVIIIe siècle
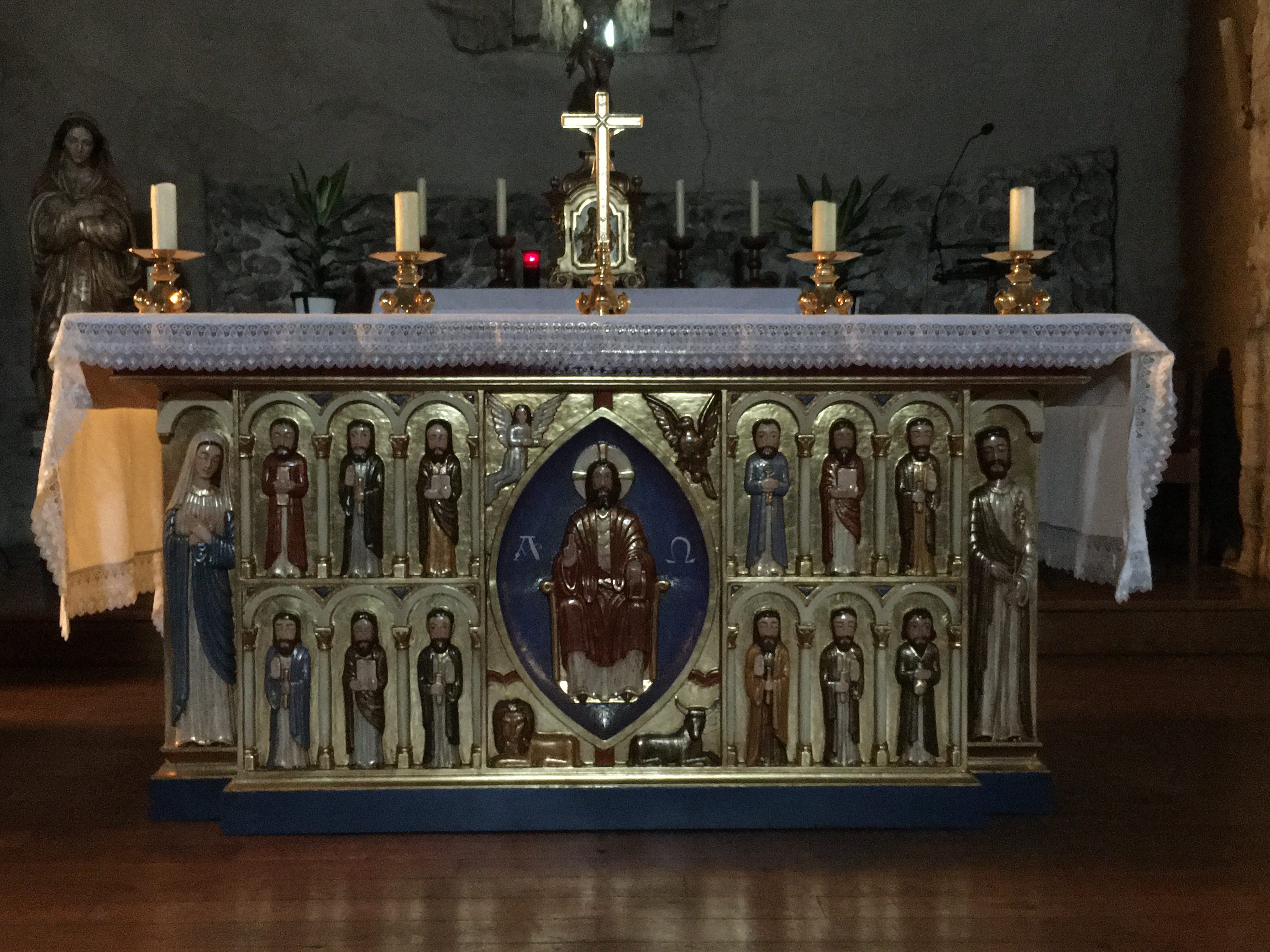
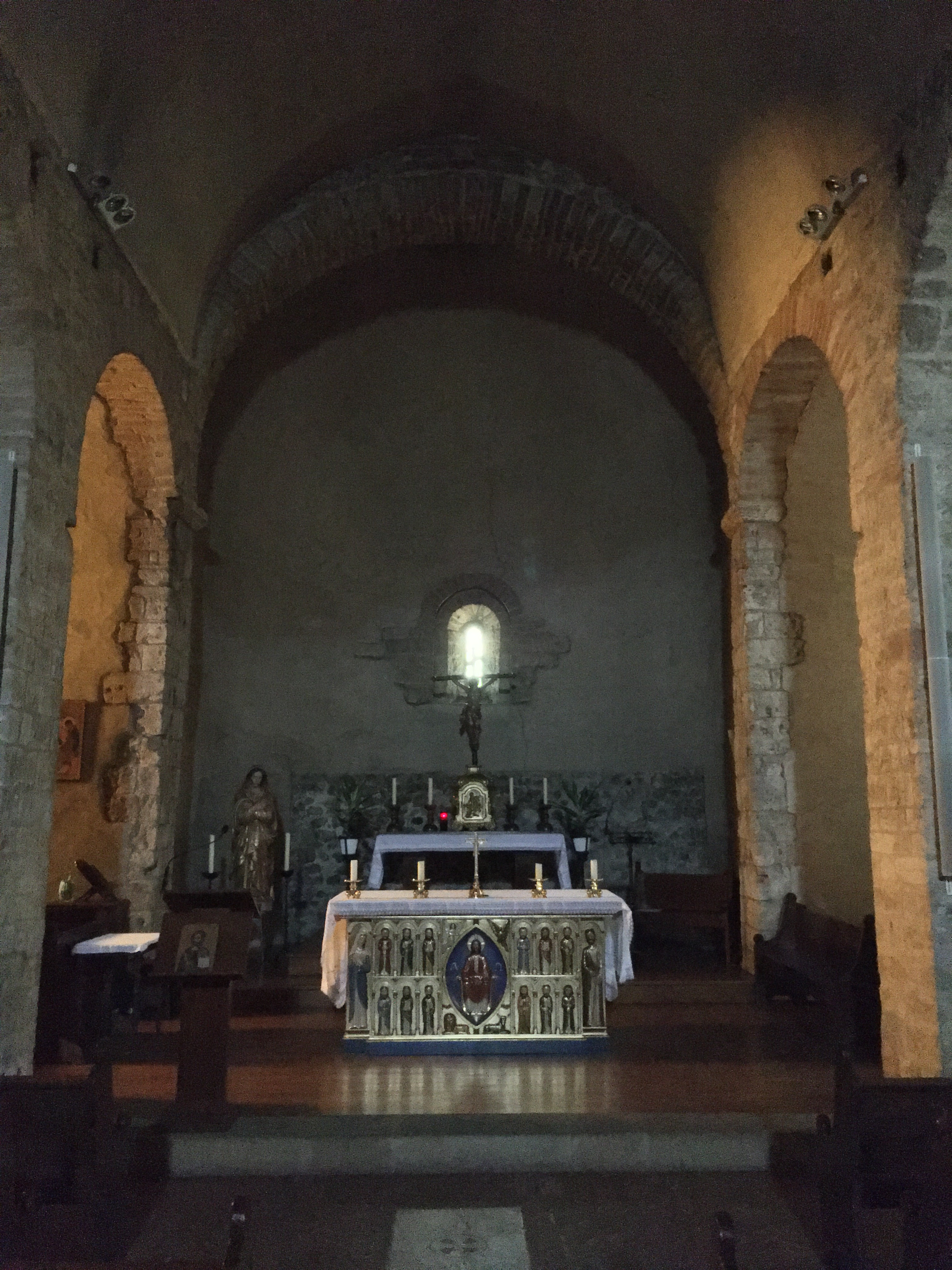